# Távora-Varosa
Távora-Varosa es una denominación de origen controlada (DOC) portuguesa para vinos producidos en la región demarcada de Távora-Varosa, que abarca parte de los concelhos de Moimenta da Beira, Penedono, Sernancelhe, Tabuaço, Armamar, Lamego y Tarouca, situados en las laderas de la Serra da Nave, entre los ríos Paiva y Távora, en el denominado Vale do Varosa, al norte del país.
Los vinos de Távora-Varosa pueden ser blancos, tintos, rosados o espumosos.

## Variedades de uva
- Tintas: Alvarelhão, Aragonez (Tinta Roriz), Bastardo, Malvasia Preta, Marufo, Castelão (Periquita)1, Rufete, Tinta Barroca, Barca, Touriga Franca, Touriga Nacional, Trincadeira (Tinta Amarela) y Vinhão.
- Blancas: Bical, Arinto (Pedernã), Chardonnay, Dona Branca, Fernão Pires (Maria Gomes), Folgasão, Gouveio, Malvasia Fina.

Para los vinos espumosos las variedades aptas son:
- Tintas: Alvarelhão, Aragonez (Tinta Roriz), Pinot Noir, Barca, Tinta Barroca, Touriga Franca y Touriga Nacional.
- Blancas: Bical, Arinto (Pedernã), Chardonnay, Dona Branca, Fernão Pires (Maria Gomes), Folgasão, Gouveio, Malvasia Fina, Malvasia Rei y Pinot Blanc.